# Novi Beograd
Novi Beograd sau Noul Belgrad (sârbă Novi Beograd, cu alfabetul chirilic: Нови Београд) este unul din cele 17 municipii (comune) care alcătuiesc Orașul Belgrad, capitala Serbiei.